# Rob Walker Racing Team
Rob Walker Racing Team bila je privatna momčad u Formuli 1. Momčad je osnovana 1953., te je najuspješnija privatna momčad u povijesti Formule 1, koja je pobjeđivala bez da je ikada izradila svoj vlastiti bolid.

## Pobjede u Formuli 1
| Rb. | Sezona | Vozač               | Datum        | Velika Nagrada | Staza        | Šasija     | Motor             | Gume | Grid |
| --- | ------ | ------------------- | ------------ | -------------- | ------------ | ---------- | ----------------- | ---- | ---- |
| 1.  | 1958.  | Stirling Moss       | 19. siječnja | VN Argentine   | Buenos Aires | Cooper T43 | Climax FPF 2.0 L4 | C    | 7.   |
| 2.  | 1958.  | Maurice Trintignant | 18. svibnja  | VN Monaka      | Monaco       | Cooper T43 | Climax FPF 2.0 L4 | D    | 5.   |
| 3.  | 1959.  | Stirling Moss       | 23. kolovoza | VN Portugala   | Monsanto     | Cooper T51 | Climax FPF 2.5 L4 | D    | 1.   |
| 4.  | 1959.  | Stirling Moss       | 13. rujna    | VN Italije     | Monza        | Cooper T51 | Climax FPF 2.5 L4 | D    | 1.   |
| 5.  | 1960.  | Stirling Moss       | 29. svibnja  | VN Monaka      | Monaco       | Lotus 18   | Climax FPF 2.5 L4 | D    | 1.   |
| 6.  | 1960.  | Stirling Moss       | 20. studenog | VN SAD         | Riverside    | Lotus 18   | Climax FPF 2.5 L4 | D    | 1.   |
| 7.  | 1961.  | Stirling Moss       | 14. svibnja  | VN Monaka      | Monaco       | Lotus 18   | Climax FPF 2.5 L4 | D    | 1.   |